# Клітія
Клітія (грец. Κλυτία) — одна з Океанід, дочка Океана і Тетії, коханка Аполлона, яка з суму померла, коли бог покинув її.
Закохалася в Геліоса , але була відкинута ним. Розповіла про любов Геліоса до Левкофеї її батькові Орхаму, повелителя Ахеменіі, який закопав Левкофею в землю. Клітія померла від голоду і перетворилася в квітку геліотроп , або соняшник 
За «Метаморфозами» Овідія, Аполлон обернув її на квітку. У Британському музеї в Лондоні є мармуровий бюст, який називають погруддям Клітії, хоча існує думка, що це погруддя невідомої римлянки .